# U-248
Unterseeboot 248 foi um submarino alemão do Tipo VIIC, pertencente a Kriegsmarine que atuou durante a Segunda Guerra Mundial.

## Comandantes
| Comandante                  | Data                                          |
| --------------------------- | --------------------------------------------- |
| Oblt. Bernhard Emde         | 6 de novembro de 1943 - 31 de outubro de 1944 |
| Oblt. Johann-Friedrich Loos | 1 de novembro de 1944 - 16 de janeiro de 1945 |

## Subordinação
Durante o seu tempo de serviço, esteve subordinado às seguintes flotilhas:
| Período                                         | Flotilha                                  |
| ----------------------------------------------- | ----------------------------------------- |
| 6 de novembro de 1943 - 31 de julho de 1944     | 5. Unterseebootsflottille (treinamento)   |
| 1 de agosto de 1944 - 31 de outubro de 1944     | 9. Unterseebootsflottille (serviço ativo) |
| 1 de novembro de 1944 - 16 de janeiro de 1945 1 | 1. Unterseebootsflottille (serviço ativo) |